# 8924 Iruma
A 8924 Iruma (ideiglenes jelöléssel 1996 XA32) a Naprendszer kisbolygóövében található aszteroida. N. Sato fedezte fel 1996. december 14-én.